# 007/リビング・デイライツ
『007／リビング・デイライツ』（ダブルオーセブン リビング・デイライツ、原題: The Living Daylights）は、ジョン・グレン監督の1987年のスパイアクション映画。映画「ジェームズ・ボンド」シリーズ第15作目。
シリーズ誕生25周年の記念作品でもあり、大型予算で製作された。ジェームズ・ボンドをティモシー・ダルトンが演じた初の作品である。原作は、イアン・フレミングの短編『ベルリン脱出』（The Living Daylights）。ユーモアを重視した前作までのロジャー・ムーアのシリーズとは打って変わり、全編通してシリアスな展開が多い。

## ストーリー

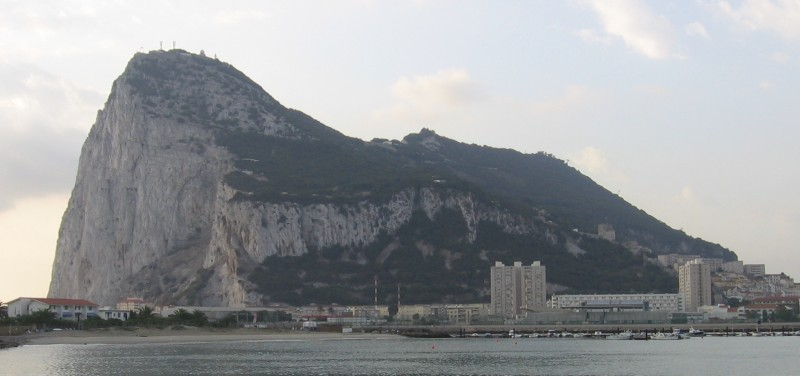
ロック・オブ・ジブラルタル

00メンバーらによるジブラルタルでのNATOの演習訓練中、「スパイに死を」との標札とともに、004たちが殺害された。訓練に参加していた007ことボンド（ティモシー・ダルトン）は暗殺者を追跡。死闘の末に暗殺者を倒す。
その後、ボンドはソ連の影響下にある東側のチェコスロバキアのブラチスラヴァにいた。ソ連・KGBの重要人物であるコスコフ将軍（ジェローン・クラッベ）から、ボンドを名指ししての亡命の協力依頼が英国情報部に入っており、その任務のために現地へ潜入していたのである。ボンドは先に潜入していた同僚のソーンダース（トーマス・ウィトリー）とともに、クラシック音楽の演奏会場から脱出したコスコフを援護する。そのとき、会場の窓からコスコフを狙撃しようとする人物を発見したボンドは、それが演奏会にいた女性チェリストだと気づく。ボンドはとっさの判断で彼女が狙撃の素人であることを見抜き、あえて狙いを外し命を奪わなかった。そのことでソーンダースの叱責を受けるが、当初の目的であるコスコフ将軍の亡命はQ（デスモンド・リュウェリン）の天然ガスパイプラインを使うアイディアによって、西側のオーストリアへの亡命に無事成功する。
コスコフがストーナー・ハウスでM（ロバート・ブラウン）たちに明かした事件の黒幕とは、ソ連外務省の外交官となったゴーゴル将軍（ウォルター・ゴテル）に代わり、KGBの新しいトップとなったプーシキン将軍（ジョン・リス＝デイヴィス）であった。先日の004ら殺害を皮切りに、プーシキンがかつて凍結された、「スパイに死を」の合言葉の下に英米のスパイを総抹殺する計画を復活させることを企んでいるとのコスコフの告白に驚愕するMたち。その直後、牛乳配達人に化けて侵入した殺し屋ネクロス（アンドレアス・ウィズニュースキー）にコスコフ将軍は奪還されてしまう。
この非常事態にMはボンドにプーシキン将軍暗殺の指令を出す。単純にプーシキン将軍が黒幕とは信じられないボンドが異議を唱えると、Mは008に任務交代させると脅しをかける。コスコフ将軍を狙撃しようとしたカーラ（マリアム・ダボ）という女流チェリストに引っかかるものを感じたボンドは任務を受け、Mには内緒で正体を隠して独自にブラチスラヴァに住むカーラと接触する。カーラはコスコフの恋人だと明かし、未遂に終わった狙撃も彼と共謀しての狂言で、銃には空砲が装填されていた。ボンドはKGBにマークされている彼女を連れ出し、Qがそりや自爆機能などの改造を施した車による雪上の逃走劇の末に、オーストリアへ連れ出した。
やがて、ウィーンで落ち合ったソーンダースの報告によって、コスコフとカーラの関係先に、国際的武器商人であるウィティカー（ジョー・ドン・ベイカー）の名が浮かび上がる。ボンドはコスコフの亡命とネクロスによる奪還はウィティカーと結託したコスコフの芝居であり、カーラは捨て駒に過ぎなかったと推測する。だがネクロスの手はソーンダースにも延び、ボンドの目前で彼も殺害されてしまう。怒りに燃え、プーシキンが滞在しているタンジールへと向かい、真相を知るべくプーシキンと対面するボンド。そこでボンドはコスコフがソ連の公金を横領していることを知り、ウィティカーとコスコフの狙いは、MI6を罠にはめてボンドにプーシキンを殺害させ、横領の件を闇に葬る計画だと確信する。ボンドはプーシキンと組むことにして一芝居打ち、大勢の面前でプーシキンを射殺するという狂言を演じる。

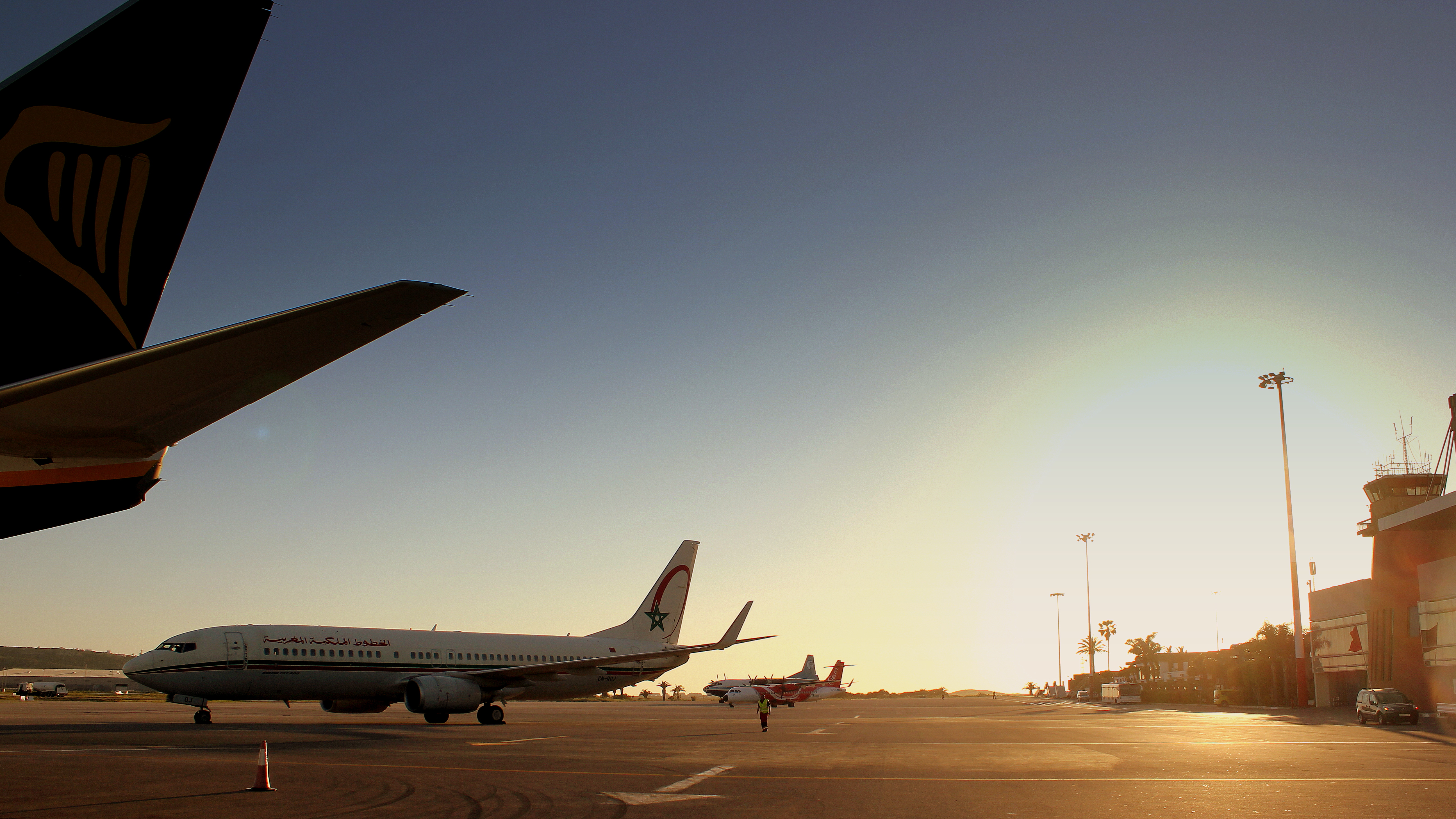
イブン・バットゥータ国際空港

ところが、カーラがコスコフの甘言に乗ってしまい、ボンドは捕らわれて、タンジールのイブン・バットゥータ国際空港からソ連空軍の軍用機でアフガニスタンのソ連空軍基地に連行されてしまい、カーラもコスコフに裏切られる。だがボンドはQの秘密兵器である多目的キーホルダーを駆使して脱出。牢屋にいた対ソ抵抗運動「ムジャハディン」の地区副司令官で、イギリス留学経験があり英語が堪能なカムラン（アート・マリック）を助けたことによって、やはり脱出した彼の本拠地へ身を寄せる。ボンドとカーラは、コスコフ達が横領した公金を使って調達したダイヤモンドを空軍機でアフガンへ運んでは、それを対価に現地のアヘン密売組織「白豹団」からアヘンを仕入れて売りさばき、公金を補填すると同時に裏金を稼いでいることを知る。それを阻止するため、カムランの協力を得て、ボンドたちはアヘンに時限爆弾を紛れ込ませる。そしてムジャハディンが基地を襲撃した混乱に乗じてアヘンを満載した輸送機を奪い、機内に乗り移って来たネクロスとの死闘の末、彼を空中から転落させる。爆弾を回収したボンドは、カムランたちを追うソ連軍部隊に爆弾を投下して撃退し、アフガニスタンを離れる。戦闘で損傷していた輸送機は途中で燃料切れとなり墜落するが、直前にボンドとカーラは機内のジープに乗り込み、パラシュート投下させることで無事着地する。
パキスタンへの脱出後、ボンドはCIAのライター（ジョン・テリー）たちの支援を受けてウィティカーの屋敷に突入する。ウィティカーは防弾チョッキを着込んでおり、防盾つきのアサルトライフルを持ち出して拳銃しか持たないボンドを追い詰めるが、ボンドが多目的キーホルダーを使って倒した初代ウェリントン公爵の胸像の下敷きとなり死亡。そして屋敷にプーシキンが手勢を率いて駆けつけ、かくまわれていたコスコフを逮捕してボンドに感謝の意を表する。
西側への亡命を果たしたカーラは世界演奏ツアーを催し、会場を訪れたゴーゴルは彼女へのソ連入国ビザ発給を認める。カムランとの再会も果たしたカーラが控室に戻ると、そこではマティーニを用意したボンドが彼女を待っていたのだった。

## キャスト
- ジェームズ・ボンド - ティモシー・ダルトン
- カーラ・ミロヴィ - マリアム・ダボ
- ゲオルギ・コスコフ将軍 - ジェローン・クラッベ
- ブラッド・ウィティカー（英語版） - ジョー・ドン・ベイカー
- ネクロス（英語版） - アンドリアス・ウイスニウスキー
- カムラン・シャー - アート・マリック
- ソーンダース - トーマス・ウィズリー
- フェリックス・ライター - ジョン・テリー
- レオニード・プーシキン将軍 - ジョン・リス＝デイヴィス
- M - ロバート・ブラウン（英語版）
- グレイ国防大臣 - ジョフリー・キーン（英語版）
- Q - デスモンド・リュウェリン
- マネーペニー - キャロライン・ブリス
- ゴーゴル将軍 - ウォルター・ゴテル
- ロジーカ・ミクロス - ジュリー・T・ウォーレス（英語版）
- フィヨードル大佐 - ジョン・ボウ
- ルバビッチ - ヴァーニジア・ヘイ
- タンジール警備主任 - ナディム・サワラ
- ワリス・ディリー

## スタッフ
- 監督 - ジョン・グレン
- 製作 - マイケル・G・ウィルソン、アルバート・R・ブロッコリ
- 脚本 - リチャード・メイボーム、マイケル・G・ウィルソン
- メインタイトル・デザイン - モーリス・ビンダー
- 音楽 - ジョン・バリー
- 主題歌 - a-ha
  - 作曲 - ポール・ワークター、ジョン・バリー
- エンディング・テーマ「イフ・ゼア・ウォズ・ア・マン」 - プリテンダーズ
  - 作曲 - ジョン・バリー
  - 作詞 - クリッシー・ハインド
- 撮影 - アレック・ミルズ
- 編集 - ジョン・グローヴァー、ピーター・デイヴィス
- プロダクション・デザイン - ピーター・ラモント
- 美術監督 - テリー・アックランド＝スノー
- 特殊視覚効果 - ジョン・リチャードソン
- 日本語字幕 - 戸田奈津子[3]

## 興行成績
本作は1987年の映画の世界興行成績で第3位。日本では1988年度の外国映画の配給収入で第9位。

## 解説

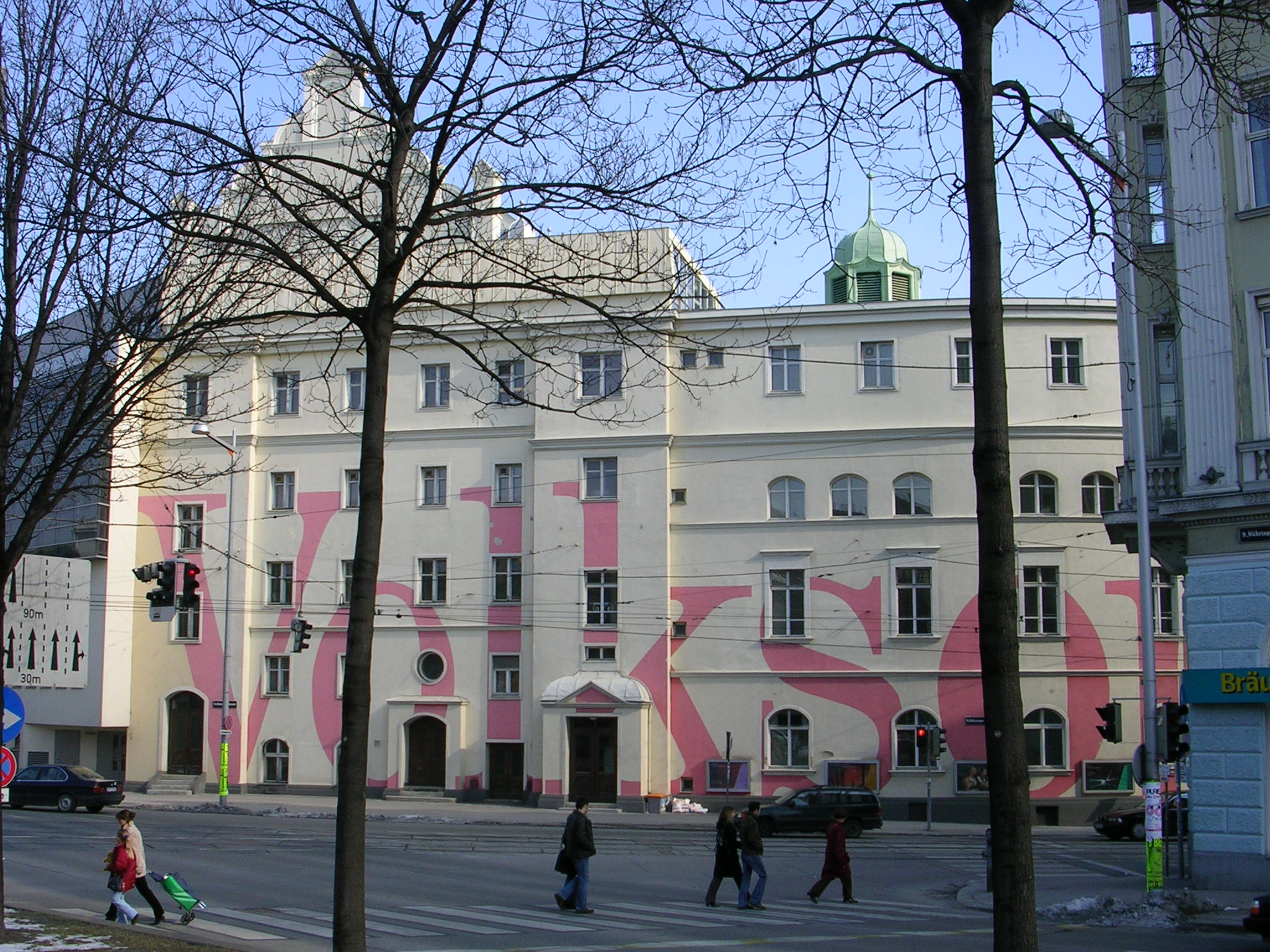
フォルクスオパー

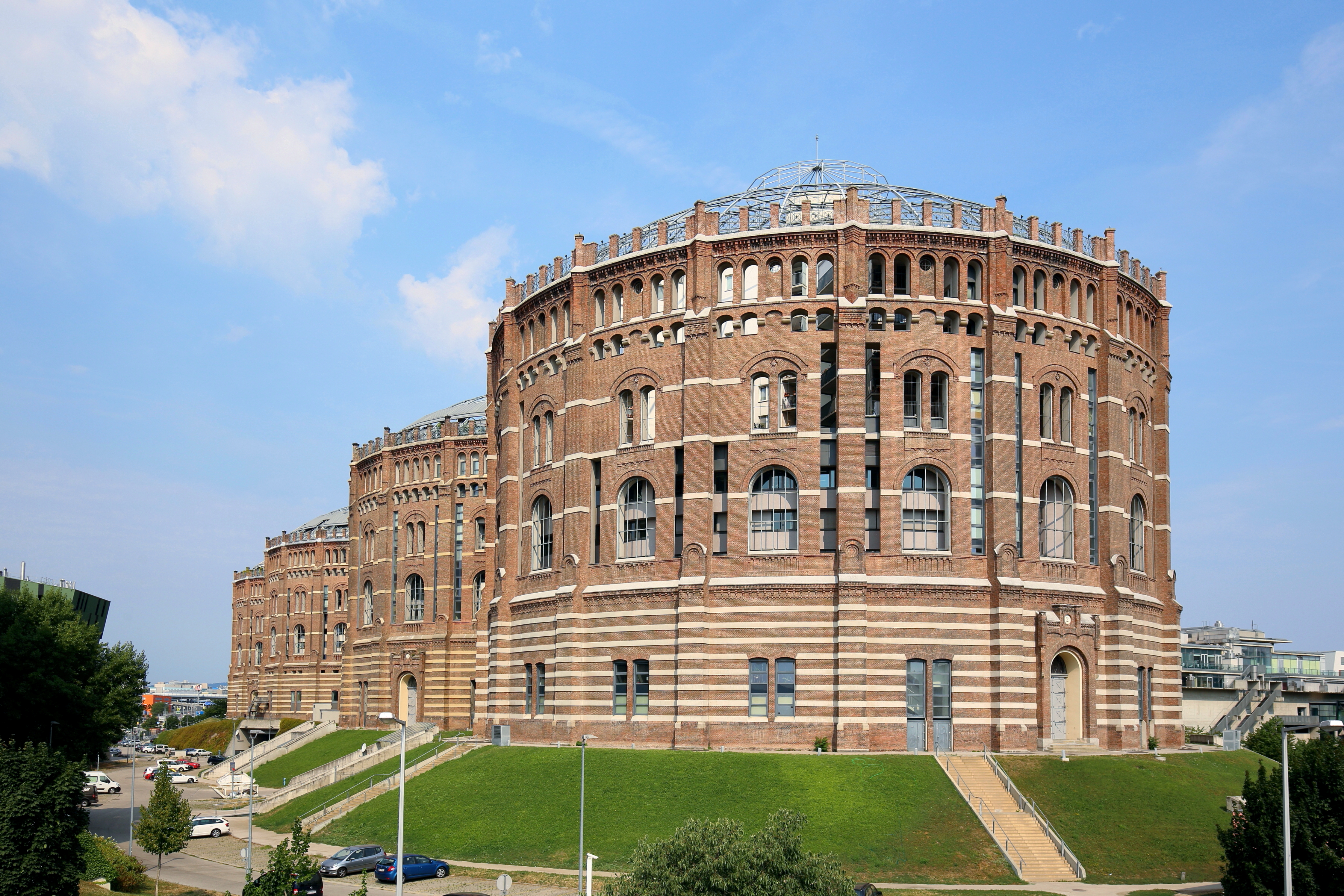
ガソメーター

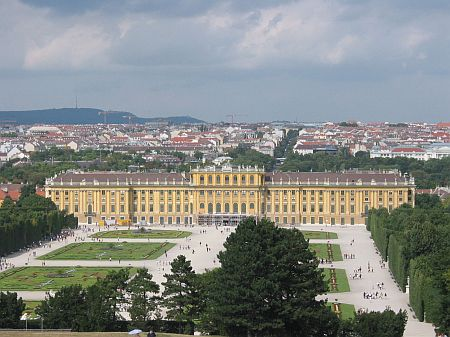
シェーンブルン宮殿（オーストリア、ウィーン）

- ソ連KGB内部の権力闘争やアフガニスタン侵攻など当時の国際情勢を色濃く反映している。
- 本作よりマネーペニー役がキャロライン・ブリスに代わる。ブリスは歴代最年少でマネーペニーを演じた（26歳）。
- 悪役コスコフのキャラクターは実在のKGB将校ヴィタリー・ユルチェンコにまつわる事件を参考に作られた。
- この作品で悪役の武器商人を演じたジョー・ドン・ベイカーは、後に『ゴールデンアイ』『トゥモロー・ネバー・ダイ』で、ボンドの協力者であるCIA情報員ジャック・ウェイドを演じることになる。
- 冒頭のアクションは、ジブラルタルのザ・ロック（ロック・オブ・ジブラルタル）山頂にあるイギリスのレーダー基地に、SASが守備する中、00要員（002、004、007）がパラシュート降下するという演習で始まる。ジブラルタルはイギリスの海外領土で、地中海と大西洋を結ぶジブラルタル海峡に臨む要衝であり、対岸は中盤以降の舞台となるモロッコのタンジールである。ザ・ロックにはバーバリーマカクという猿が生息しており、画面にも登場する。

## 主題歌

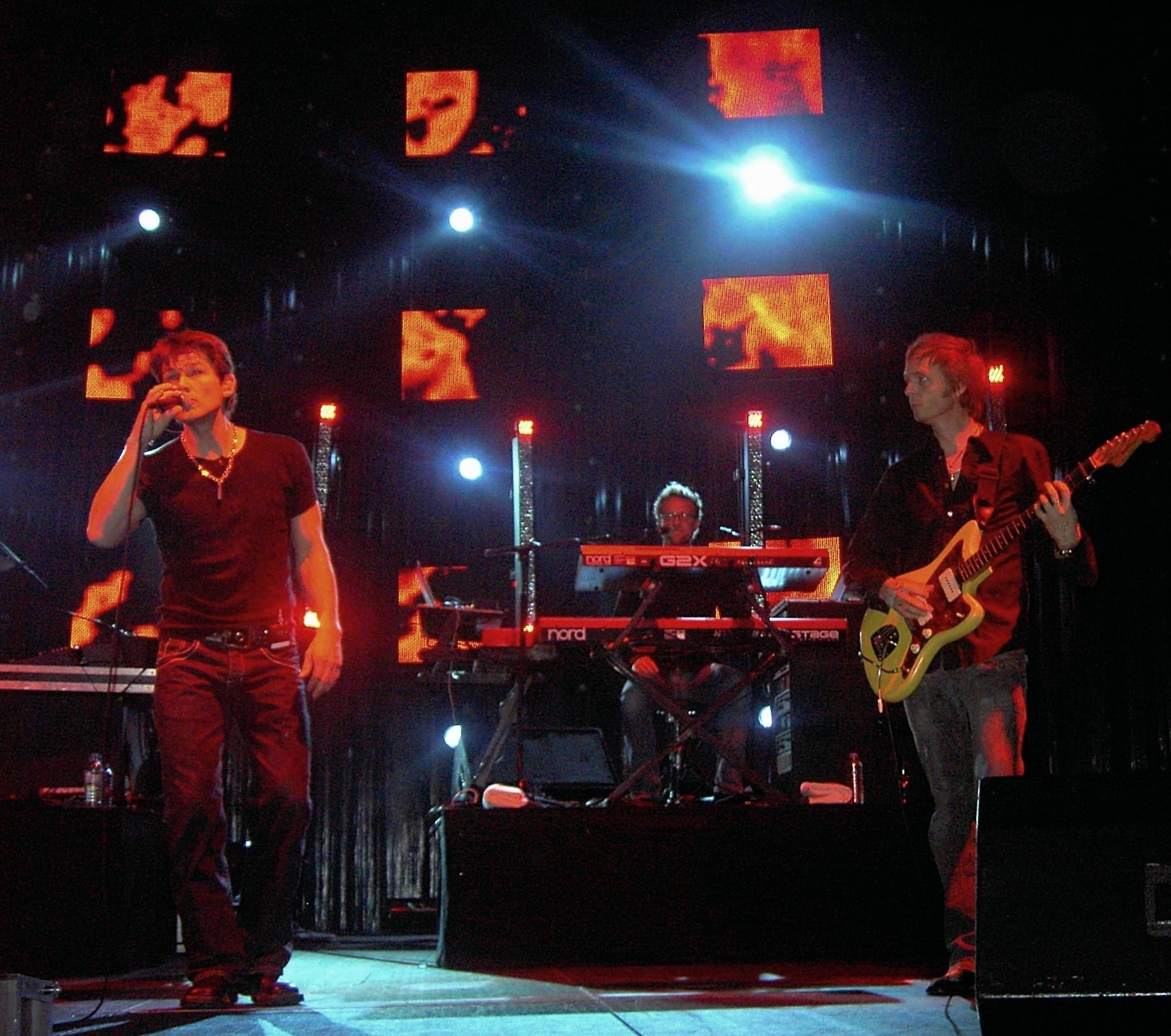
a-ha（2005年撮影）

- 当初はペット・ショップ・ボーイズが唄う"This Must Be the Place I Waited Years to Leave"（邦題：僕がずっと離れたかった場所）の予定だったが、歌詞の内容が宗教色が濃いという問題で不採用になった。

- 前作の成功から、本作も主題歌はボンド映画ベテランのジョン・バリーと、1980年代中期の産業ポップ・バンド、ノルウェーのa-haのコラボレーションによるものとなった。しかし前回とは異なりバリーと a-ha は意見がことごとく対立し、その結果主題歌 Living Daylights(en:The Living Daylights (song)) にはジョン・バリーのミックスによる版とa-haのミックスによる版の二つのバージョンが存在するという異例の事態となった。これを機にバリーは「もはや自分の出る幕ではない」とボンド映画からの引退を表明している[6]。
- 本作ではシリーズで初めて、オープニングとエンディングで異なるテーマ曲が歌われた[7]。エンディングテーマを歌ったのは、イギリスのバンドのプリテンダーズである。
- a-haが担当した主題歌は、イギリスの「ミュージック・ウィーク」誌では、最高位5位と健闘したが、アメリカでは発売されなかった為チャート入りを果たせなかった。また、エンディング・テーマだったプリテンダーズの"If There Was A Man"は、イギリスの「ミュージック・ウィーク」誌では、最高49位だったが、こちらも、アメリカではチャート入りしていない。さらに、アルバム・チャートでもランク入りを果たせなかった。

## エピソード

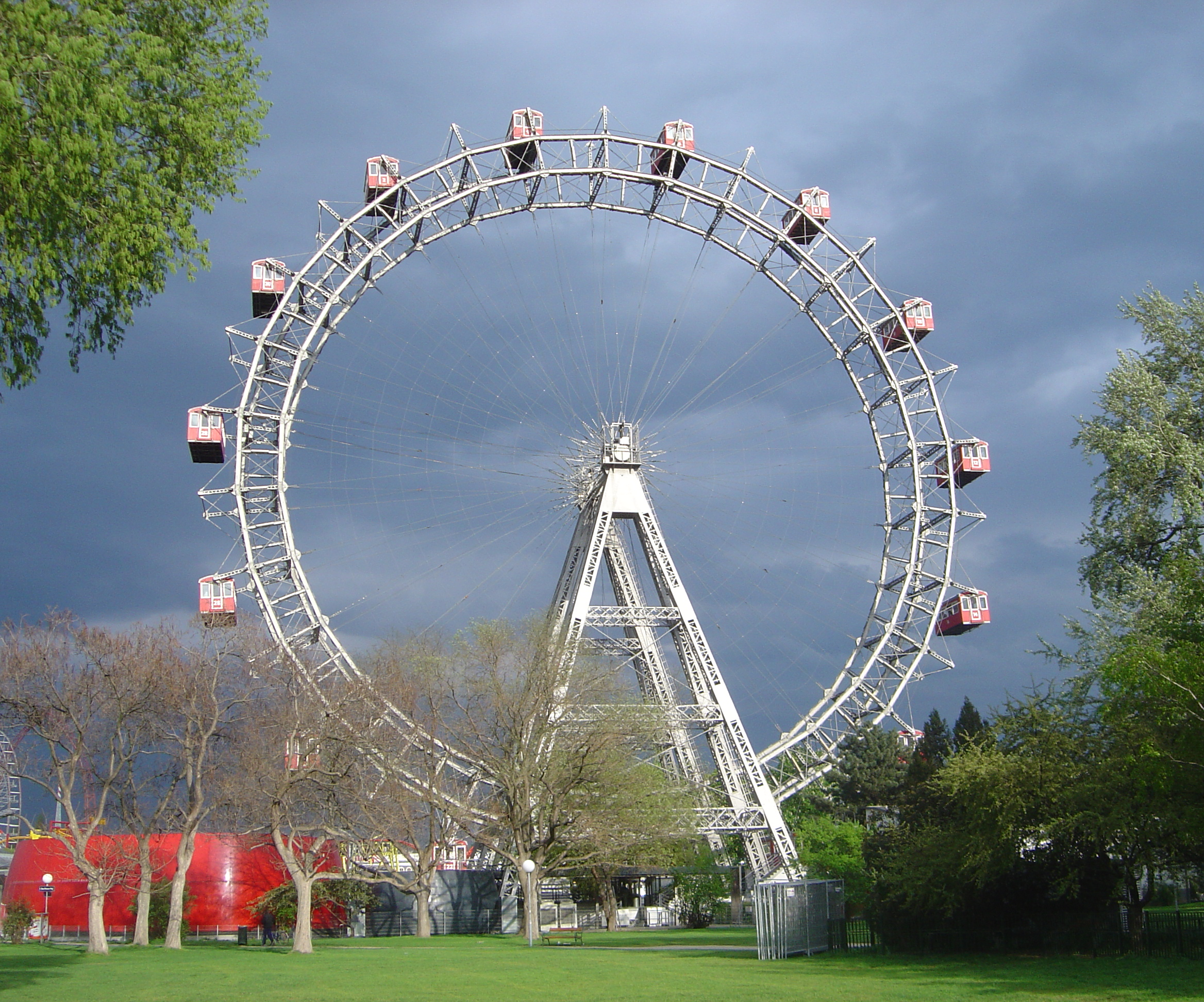
プラーター公園（オーストリア、ウィーン）の大観覧車

- MGM社長のアラン・ラッド・ジュニア（英語版）は、4代目ボンド役にメル・ギブソンを推薦したが、ブロッコリは「これでは007シリーズではなく、メル・ギブソンの映画になってしまう」として却下された。
- ティモシー・ダルトンは、1971年にショーン・コネリーの後任としてボンド役を依頼されたが、ボンドを演じるには若すぎるという理由で辞退していた。また、本作の8年前にもロジャー・ムーアが降板を考えていたため依頼が来たが断っており、今回3度目の依頼でようやく引き受けた[8]。
- プロデューサーのアルバート・R・ブロッコリは、ティモシー・ダルトンに「まだ他の俳優のオーディションを実施し続けている」と告げることで、ダルトンにボンド役を引き受けるよう催促したという[9]。
- 4代目ボンドはサム・ニールに決まりかけたが、プロデューサーのブロッコリが却下した[10]。しかし制作サイドはサム・ニールに固執し、ニールを起用したかったと回想している。後に5代目ボンドとなるピアース・ブロスナンも有力候補だったが、『探偵レミントン・スティール』の撮影でスケジュールの都合がつかず見送られた。
- 悪役が生アヘンを赤十字のマークがついた支援物資に偽装して売買するという演出があり、赤十字関係者は激怒した。イギリスの赤十字は裁判所に提訴することも検討したが、結局提訴は見送られた。
- 原題は『意識、正気』などの意味。公開当時の日本では「生きている日光」などの珍訳も取りざたされた。surprise the living daylights outで「気を失うほど驚かせる」の意味になるが、同様のボンドの台詞に「死ぬほど驚いた」（I must have scared the living daylights out of her.）[11]の字幕がつけられたため、「living daylights=死ぬほど驚くこと」との誤解まで生じた。このタイトルは短編からのもの。

## 日本語吹替
| 役名               | 俳優                           | TBS版            | テレビ朝日版 | ソフト版   | 機内上映版1 | 機内上映版2 |
| ------------------ | ------------------------------ | ---------------- | ------------ | ---------- | ----------- | ----------- |
| ボンド             | ティモシー・ダルトン           | 小川真司         | 鈴置洋孝     | 大塚芳忠   | 小川真司    | 津嘉山正種  |
| カーラ             | マリアム・ダボ                 | 勝生真沙子       | 深見梨加     | 魏涼子     | 土井美加    |             |
| コスコフ           | ジェローン・クラッベ           | 羽佐間道夫       | 江原正士     | 内田直哉   | 阪脩        |             |
| ウィティカー       | ジョー・ドン・ベイカー         | 内海賢二         | 玄田哲章     | 楠見尚己   | 内海賢二    |             |
| カムラン           | アート・マリック               | 石丸博也         | 小杉十郎太   | 大滝寛     | 佐藤正治    |             |
| プーシキン         | ジョン・リス＝デイヴィス       | 飯塚昭三         | 有本欽隆     | 辻親八     | 加藤正之    |             |
| M                  | ロバート・ブラウン             | 石森達幸         | 大木民夫     | 中博史     | 宮内幸平    |             |
| マネーペニー       | キャロライン・ブリス           | 稀代桜子         | 加藤優子     | 吉田陽子   | さとうあい  |             |
| Q                  | デスモンド・リュウェリン       | 北村弘一         | 田口昂       | 白熊寛嗣   | 北村弘一    |             |
| ネクロス           | アンドリアス・ウイスニウスキー | 中田和宏         | 諸角憲一     | 桐井大介   | 菅生隆之    |             |
| ソンダース         | トーマス・ウィートリー         | 秋元羊介         | 宮本充       | 髙階俊嗣   | 秋元羊介    |             |
| ライター           | ジョン・テリー                 | 大塚芳忠         | 成田剣       | 風間秀郎   | 稲葉実      |             |
| グレイ国防大臣     | ジェフリー・キーン             | 峰恵研           | 塚田正昭     | 佐々木省三 | 村松康雄    |             |
| ゴーゴル将軍       | ウォルター・ゴテル             | 小関一           | 塚田正昭     | 島香裕     | 村松康雄    |             |
| フィヨードル大佐   | ジョン・ボウ                   | 稲葉実           | 御友公喜     | 仲野裕     | 平林尚三    |             |
| 看守               | ケン・シャロック               | 辻親八           | 手塚秀彰     | 駒谷昌男   | 郷里大輔    |             |
| ルバビッチ         | ヴァージニア・ヘイ             | 横尾まり         | さとうあい   | 水落幸子   |             |             |
| ロジーカ・ミクロス | ジュリー・Ｔ・ウォレス         | 出演シーンカット | さとうあい   | 斉藤貴美子 | 上村典子    |             |
| リンダ             | ベル・アヴェリー               | 種田文子         | 沢海陽子     | 水落幸子   | 岡のり子    |             |
| スタッグ軍曹       | スコット・ホクスビー           | 古田信幸         | 堀川仁       | 大久保利洋 | 小室正幸    |             |
| ブレイデンのMI6    | マーク・ボイル                 | 沢木郁也         | 堀川仁       |            |             |             |
| ジブラルタルの兵士 | ポール・ウェストン             | 大塚芳忠         | 緒方文興     |            |             |             |
| 牛乳配達           | ミシェル・ジュリエンヌ         | 出演シーンカット | 手塚秀彰     |            | 喜多川拓郎  |             |
| 警備本部の男       |                                | 古田信幸         | 堀川仁       |            | 立木文彦    |             |

キングレコードから発売の特別版DVDにはTBS版とテレビ朝日版の2バージョンの吹替を収録。
- TBS版：初回放送1993年9月29日21:00-23:24 『水曜ロードショー』（正味約118分）

プロデューサー - 上田正人、演出 - 伊達康将、翻訳 - 岩佐幸子、効果 - リレーション、制作 - 東北新社/TBS、解説 - 宮島秀司
※『水曜ロードショー』最終回作品となった。
- テレビ朝日版：初回放送1998年12月27日21:02-23:09 『日曜洋画劇場』（正味約109分）

プロデューサー - 圓井一夫、演出 - 福永莞爾、翻訳 - たかしまちせこ、効果 - リレーション、調整 - 山田太平、制作 - ムービーテレビジョン
- ソフト版：初出2006年11月22日発売 DVD アルティメット・コレクション

演出 - 伊達康将、翻訳 - 松崎広幸、調整 - 大浦伸浩、制作 - 東北新社
- 機内上映版1：全日空（ANA）にて上映されたもの[17]。2024年9月15日スター・チャンネルにて放送[18]。

演出 - 加藤敏、翻訳 - 岩佐幸子、制作 - 東北新社
- 機内上映版2：グロービジョンで制作された[19][15]。

## 原作
"The Living Daylight" （または、"Octopussy and The Living Daylights"）はイアン・フレミングの小説007シリーズ第2短編集（単行本としては14冊目でフレミング作としては最後）で、1966年、ジョナサン・ケープより出版された。日本では1966年に『007号/ベルリン脱出』のタイトルで、早川書房から井上一夫訳によりハヤカワ・ポケット・ミステリで発売され、1983年に文庫化された際『オクトパシー』に改題された。

### 収録作
オクトパシー（007号の追求） - Octopussy
映画『007/オクトパシー』の原作。また、『007/スペクター』に登場人物ハンス・オーベルハウザーが使用された。"PLAYBOY" 1966年3月号・4月号掲載。
あらすじ　金塊を持ち逃げし、ボンドの恩人オーベルハウザーを射殺したデクスター・スマイス少佐は、ボンドに連行され軍法会議にかけられようとしていた。彼は、最後の時の前に自分が起こした事件を回想していた。
所有者はある女性（007号の商略） - The Property of a Lady
映画『007/オクトパシー』のもう一つの原作。"PLAYBOY" 1965年1月号掲載。
あらすじ　英国諜報部のソ連に寝返ったマリア・フロイデンスタインにソ連は、二重スパイの報酬として、ファベルジュの卵をサザビーのオークションに出し、その利益を与えようとしていた。報酬額を増やすために、ファベルジュの卵の値を上げようとする人物を国外追放するために、ボンドは専門家のスノーマン氏とともにサザビーのオークションに出席する。
ベルリン脱出 - The Living Daylights (Berlin Escape)
本映画の原作。Argosy1962年掲載。
あらすじ　東側に潜入していた英国諜報部のエージェントが、機密情報を持ってベルリンを経由して脱出しようとしていた。ボンドはＫＧＢスナイパー「トリガー」からエージェントを守るため、「トリガー」を狙撃するよう命じられる。エージェントが脱出する前、ボンドは向かいで行われていたオーケストラの一員の金髪の若い女性に目を奪われていた。いざエージェント脱出の時、向かいの窓からライフルを持って現れたのは、あの金髪の女性だった。
007 in New York (Agent 007 in New York)
早川書房版未収録。New York Herald Tribune1963年10月掲載。
『007号/世界を行く』アメリカ版のため執筆された短編
あらすじ　ボンドは、元英国諜報部のスタッフであったソランジュがKGBのエージェントと交際していることを彼女に伝えるために、ニューヨークに飛ぶ。そして、ボンドは、任務とともにニューヨークの街を散策する。

### 出版
- イアン・フレミング 著、井上一夫 訳『オクトパシー』早川書房、1983年6月15日。ISBN 9784150706593。
- Fleming, Ian (2009-10-1) (英語). Octopussy and The Living Daylights. Penguin. ISBN 978-0141045092